# 来如风
《来如风》，是1971年香港邵氏公司出品，由郑昌和執導，罗烈、金汉主演之香港武打電影。影片讲述大侠“来如风”在一次意外中被卷入了皇族之争的故事。

## 電影內容
有一位老皇帝病重即将过世，而由于身边没有后人，于是老皇帝的侄儿想要继承王位，结果却在这之中，偶然听说了皇帝实际上还有子女，于是他便决定找人找到他们，兵杀死他们。
而后，这件事情自然是被“来如风”等人知道了，后经过这些人的努力，他们终于成功的让皇帝的儿女平安无事的活了下来，并且皇帝的侄儿也因为夺权失败耳被杀。
随后，虽说皇帝得女儿想放弃皇族的身份，想浪迹天涯，不过这位大侠却对此没有做出什么直观的表示。

## 演员表
- 金汉
- 黄宗迅
- 罗烈
- 詹森
- 樊梅生
- 李笑丛
- 陈强
- 冯克安
- 佟林
- 孙岚
- 房勉
- 沈劳
- 王侠
- 欧阳莎菲
- 郭佑华
- 凌玲[1]

## 備註
1. ↑  .   [2021-10-17]. （原始内容存档于2021-10-19）.

## 外部連結
- 香港影庫上《来如风》的資料（繁體中文）
- 豆瓣链接 （页面存档备份，存于）
- 互联网电影数据库（IMDb）上《来如风》的资料（英文）